# 太昊陵庙
33°45′06″N 114°52′54″E / 33.75167°N 114.88167°E
太昊陵庙位于中国河南省周口市淮阳区，是太昊伏羲氏的陵庙，1996年被列为第四批全国重点文物保护单位。
据载，春秋时已在此建有陵墓，宋太祖诏立陵庙，现存建筑为明正统十三年（1448年）所奠定的格局，清代有重修。整体建筑坐北朝南，占地875亩，午朝门内成外城，先天门内称内城，太极门及城垣围成紫禁城。中轴线上有渡善桥、午朝门、先天门、太极门、钟鼓楼、统天殿、显仁殿、寝殿、太始门、八卦坛、墓冢、蓍草园等建筑。统天殿面阔五间，进深三间，单檐歇山顶，内有伏羲像。显仁殿最为高大，面阔七间，进深五间，重檐歇山顶。墓前立碑，上书“太昊伏羲氏之陵”，陵高20米，周长150米，上呈圆形，下有方座。